# Picotet d'Indonèsia
El picotet d'Indonèsia (Sasia abnormis) és una espècie d'ocell de la família dels pícids (Picidae) que habita boscos, espés sotobosc i bambús, fins als 1200 m, des del sud de la Península de Myanmar i sud de la península de Tailàndia, cap al sud, a través de Malaca fins Sumatra, Borneo i el centre i oest de Java.